# 宍道湖
宍道湖（しんじこ）は、島根県松江市と出雲市にまたがる湖。一級水系の斐伊川の一部である。
湖沼水質保全特別措置法指定湖沼。日本百景。主に大橋川・中海・境水道を介して日本海と接続し、淡水湖ではなく汽水湖となっている（平均塩分濃度は海水の約1/10である）。河川整備計画等では宍道湖合流点より上流側の区間を斐伊川本川と称する。斐伊川本川下流部から境水道まではほぼ水位差がなく潮位も影響を受けている。ヤマトシジミの一大産地として知られる。

## 地理
島根県東北部に位置する。面積は日本国内で7番目、島根県内では鳥取県境に位置する中海に次ぎ、2番目に大きな湖である。形状は東西に長い長方形。東西約17km、南北約6km、周囲長47km。湖の面積の約5割が水深5m以上であり、湖底はほぼ水平となっている。
宍道湖は、斐伊川本流の一部である。斐伊川本流の河口は境水道から日本海へ注ぐ地点であるが、便宜上、河川整備計画等では宍道湖合流点より上流側の区間を斐伊川本川と称し、宍道湖に流れ込む地点を斐伊川本川河口と称している。流入河川は、最大流量を誇る斐伊川本川など宍道湖の北、西、南から20数河川に及んでいるが、主な流出河川は東端に位置し、中海へ流れる大橋川である。宍道湖と中海は日本では数少ない連結汽水湖となっている。
斐伊川は水防警報河川であり、宍道湖は水位周知河川に指定され避難判断水位の情報提供などが行われる。
宍道湖の東北部に位置する佐陀川は、天明時代に掘削された排水用の人工河川であり、直接日本海（恵曇港）と接続している。これによって島根半島東部は本土と切り離されている。底質は沿岸部の100～200mが砂や砂質泥、それ以外は大部分が泥である。透明度は1.0mと悪く富栄養化が進んでいる。湖内に位置する島は、嫁ヶ島だけである。

## 生物
宍道湖の周辺湖岸にはヨシが生育しているほか、アオノリ等の海藻も生育している。宍道湖は有数の水鳥の渡来地であり、240種以上の鳥類が生息しており、特にガン・カモ類は毎年40,000羽を超え、なかでもキンクロハジロが20,000羽以上、スズガモが5,000羽以上が確認されている。さらに、マガン、キンクロハジロ、スズガモについては、全世界の水鳥の一種の個体数の1％以上を支えている。それら鳥類の餌となるスズキ、ボラ、シラウオ、ワカサギ等の魚類やヤマトシジミ、マシジミ、イシマキガイ、カワザンショウガイ等の貝類が生息している。宍道湖では、これまでに68種の甲殻類が報告されている。稀少種としてシンジコハゼが生息する。
2005年（平成17年）11月1日に宍道湖国指定鳥獣保護区（集団渡来地）に指定され（面積7,851ha、うち特別保護地区7,652ha）、同年11月8日に、近接する中海と共にラムサール条約に登録された。
ネオニコチノイド系の殺虫剤の農業利用により、水中プランクトンを捕食するウナギ等の絶対数が激減し食物連鎖の乱れが発生している。。

## 歴史
中海や島根県内の神西湖と同様、浅海の一部が堆積物により外海と絶縁されて、浅い湖となった潟湖（海跡湖）の一つ。湖が形成されたのは約1万年前だと推定されている。なお、主に西岸の埋め立てのため、1965年当時と比較して面積が10%程度減少している。
宍道湖や中海の地形は時代と共に変化し、縄文時代早期には海進期にあたる。同時期に宍道湖は大社湾と接続し古宍道湾となり、中海は美保湾と接続して古中海湾となり、沿岸には谷部が形成された。後に古宍道湾は砂州の発達や河川の沖積により閉塞し、古中海湾も同様の作用で閉塞し、現在の地形が形成された。
縄文時代の宍道湖では石錘や骨角製の刺突具であるヤスが多く出土しており、網漁など内湾性漁業が行われていたと考えられている。釣針や銛（もり）の出土は少ない。
斐伊川はもともと出雲平野を西に流れ日本海に注いでいたが、寛永年間の大洪水を契機に宍道湖へと注ぐようになった。1787年には北岸から流出して日本海にそそぐ人工水路の佐陀川（さだがわ）が洪水対策、新田開発、水運効果の向上を目的として掘削された。この工事が行われた結果、主に、水運による交易が促進され、米や海産物の取引が行われた。河口付近には御番所や米蔵ができ、通行税や上納米の集中業務が行われた。
水質の悪化により1959年以降遊泳禁止となっている。1974年に中浦水門建設が始まり淡水化事業が始まったが、アオコの発生被害やシジミの減少などの報告を受けて環境破壊を懸念する声が多かったこと、また、減反政策が進む中、淡水化を実施しても淡水の用途に疑問があることから1988年に淡水化が延期され、2009年に一度も水門として機能することなく撤去された。
1972年の昭和47年7月豪雨では宍道湖西岸で堤防が決壊して出雲空港が10日間にわたり閉鎖された。

## 漁業利用
宍道湖は湖内の漁獲量の約9割を占めるシジミ漁で有名である。シジミの種類はヤマトシジミ。
1970年代が最盛期とされ、1991年（平成3年）から2010年（平成22年）まで当地を含む島根県がシジミの漁獲高で日本一となっていた。
その間の「農林水産省 漁業・養殖業生産統計年報 平成12年度」では、全国のシジミ漁獲量1万9295トン中、約39%の7500トンが宍道湖とされていた。
ところが、塩分濃度の低下やアオコの発生などの問題によるシジミの大量死が起きるなどしたため、漁獲高が急速に減少し、2013年（平成25年）島根県全体でも2000tを切る状況となった。
そのため、稚貝を栽培して放流したり、禁漁日を増やすなどの対策を進め、2014年（平成26年）のシジミの漁獲高は、当地は湖沼別で、島根県は都道府県別で、各々日本一を奪回した。
このほか、汽水湖のために魚種も豊富で、スズキ、モロゲエビ（ヨシエビ）、ウナギ、アマサギ（ワカサギ）、シジミ、コイ、シラウオが宍道湖七珍と呼ばれている。それぞれの頭一文字をとって「スモウアシコシ」として覚える。

## 宍道湖十景

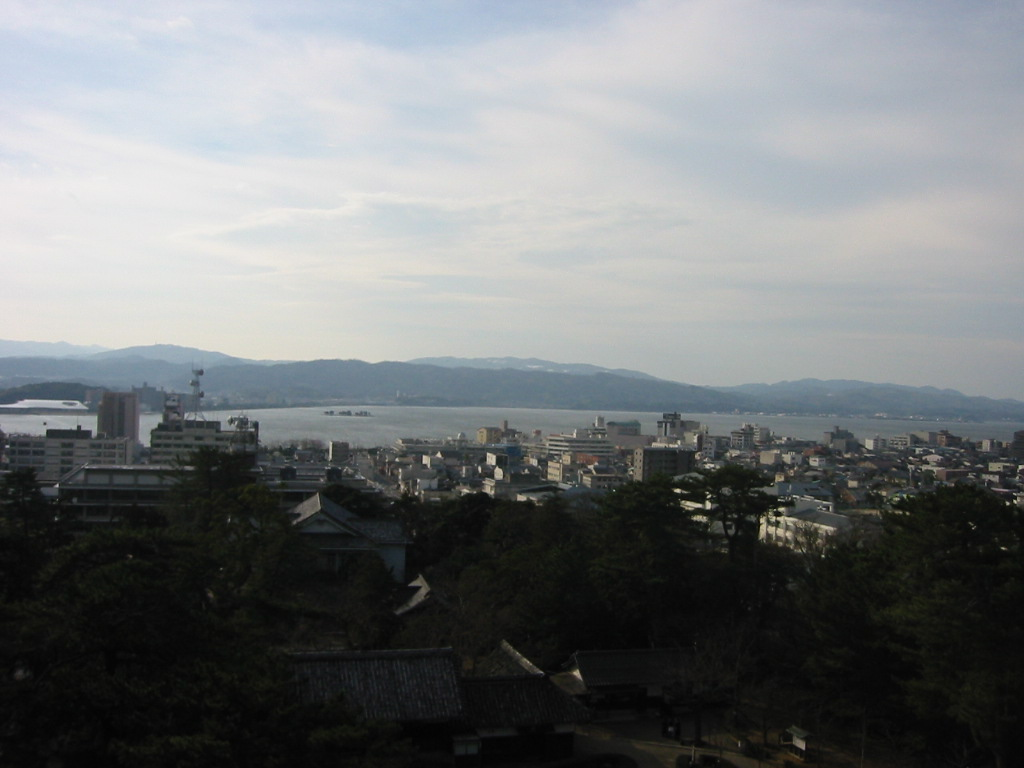
松江城からみた宍道湖

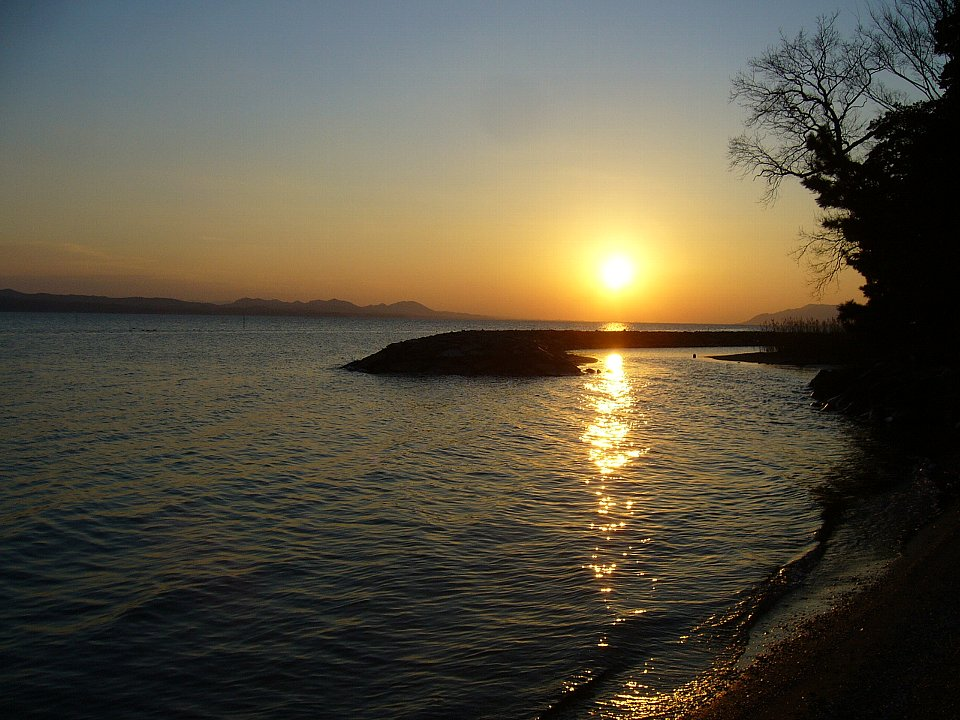
松江ウォーターヴィレッジ付近からの夕景

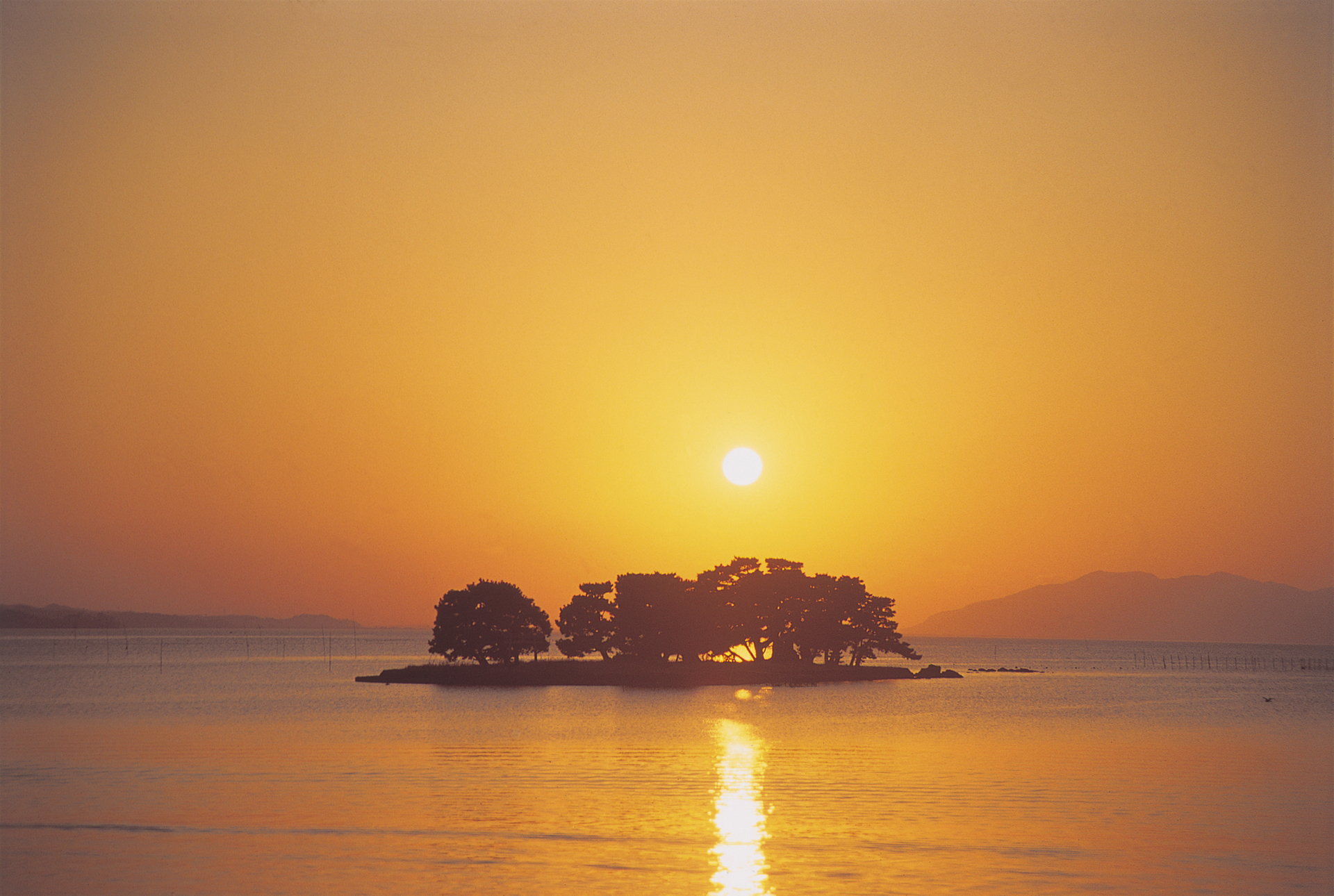
嫁ヶ島の残照

1951年、松江市は宍道湖十景を選定した。内容は、松江城の雪、天倫寺の晩鐘、秋鹿の出雲富士、一畑寺の月、平田の愛宕山の秋色、宍道の宿の夕鴨、玉造灘の春霞、嫁ヶ島の残照、白潟沖のえびかがり、大橋の朝霧である。
松江城の天守閣（国の重要文化財→2015年国宝に指定）は、宍道湖から約500m北に位置する。天倫寺の鐘は国の重要文化財であり、表面の彫刻で有名。松江市街の西のはずれの湖岸にほど近い台地にある。出雲富士は大山の別名。一畑寺は出雲市にある一畑薬師の略名、眼病に効果があるといわれている。愛宕山は、出雲市にある斐伊川を見下ろす丘。えびかがりとは、かがり火を使って湖内のエビを採取する漁法の一種。大橋とは宍道湖が大橋川に流れ出してまもなくの位置にかかる橋。晴天時に蒸発した水蒸気が朝方霧になりやすいことによる。

## 交通
宍道湖の北岸には国道431号と一畑電車北松江線が並行する。南岸と東岸には、国道9号、山陰本線が沿っている。西南端には出雲縁結び空港が位置する。東端で大橋川への出口には宍道湖大橋が架橋されている。
山陰本線松江駅（やくも号など特急停車駅）あるいは乃木駅（普通列車のみ）から宍道湖まで徒歩10分。主な宿泊施設は、松江しんじ湖温泉、玉造温泉（ただし宍道湖には面していない）。

## その他

### 違法埋立問題
宍道湖の南岸のうち、松江市内のエリアの一部において、地元の建設業者が河川法に違反する違法な埋め立てを1995年頃から継続的に行っていることが、2015年11月19日付の毎日新聞などで報じられた。国土交通省などは1997年頃から原状回復を求めているが、業者側は、埋め立てているエリアが江戸時代に松江藩が認めた「水代」に該当するとして応じておらず、同省側も命令や強制撤去などには踏み切っていない。これを不服とした地元住民らは、工事差止を求め松江地方裁判所に仮処分を申請している。その後、2018年6月13日に、当該の建設会社の71歳の社長が河川法違反容疑で島根県警察に逮捕され、6月21日に松江簡易裁判所から罰金20万円の略式命令を受けた。2024年11月11日に行政代執行によって撤去される。

## 宍道湖に関連した作品
- 『出雲国風土記』の「国引き神話」
八束水臣津野命（やつかみずおみつのみこと）が最初に作った出雲国が小さいことから、新羅もしくは隠岐から引っ張ってきた土地が宍道湖北岸の島根半島であるという。
- 美味しんぼの原作14巻、アニメ版66話『椀方試験』
- 嫁ヶ島伝説
- 小泉八雲の『知られざる日本の面影』
- 石川淳の『諸国畸人伝』
- NHK 朝の連続テレビ小説『だんだん』
- 島根恋旅
水森かおりが2014年に発売したシングル曲で、歌詞中に「宍道湖」が登場する。
- 秘密結社鷹の爪
島根県を多く題材にしているアニメ作品。第3期シリーズ『秘密結社鷹の爪NEO』ED主題歌『ダンス! ダンス! 鷹の爪』で、歌詞中に「宍道湖」が登場する。